# Ludwig Stahl (Schauspieler)
Ludwig Stahl, eigentlich Ludwig Beer, Simon-Louis Beer (* 4. April 1856 in Brünn, Mähren; † 24. August 1908 in Blankenberge, Belgien) war ein österreichischer Offizier, Theaterschauspieler, -regisseur und -leiter.

## Leben
Ludwig Stahl, Sohn des Fabrikanten Anton Beer, trat in das österreichische Heer und machte als Offizier den Feldzug in Bosnien und der Herzegowina mit. In die Heimat zurückgekehrt, glaubte Adolf von Sonnenthal unbedingtes schauspielerisches Talent in dem jungen Leutnant zu finden und veranlasste ihn, sich der Bühne zu widmen. Da auch Stahl große Zuneigung für diesen Beruf besaß, quittierte er den Dienst, trat in die Reserve und nahm bei dem Vortragsmeister Maximilian Streben dramatischen Unterricht. Er machte schnelle Fortschritte und schon am 8. Juli 1879 konnte er am Sommertheater in Augsburg den ersten schauspielerischen Versuch wagen. Dann folgte ein Engagement an den vereinigten Theatern von Bozen und Meran, von wo er gleich an das Stadttheater in Wien empfohlen wurde und vier Jahre daselbst Gelegenheit fand, unter Anweisung Mitterwurzers und Tyrolts sich weiter künstlerisch zu entwickeln. Mit dem Brande des Stadttheaters wurde seine künstlerische Tätigkeit nur kurz unterbrochen, denn noch im selben Jahre (1884) rief ihn Mitterwurzer ans Carltheater. Hierauf folgte das Stadttheater Leipzig von 1885 bis 1886, dann das Hoftheater St. Petersburg. Es folgten sechs Jahre am Berliner Theater. Hierauf 1894 bis 1895 am Thaliatheater in Hamburg, von wo er einem Rufe nach Berlin, zuerst ans Lessingtheater (1895 bis 1897), und dann abermals ans Berliner Theater (1897 bis 1899) Folge leistete. Während seiner Tätigkeit 1890 bis 1894 am Berliner Theater wirkte Stahl auch als Regisseur, swoei von 1894 bis 1895 am Thaliatheater in Hamburg und von 1895 bis 1897 am Lessingtheater als in Berlin als Oberregisseur. 1899 wurde der Künstler, nachdem derselbe bei seinem Gastspiel am Dresdner Hoftheater durchschlagenden Erfolg erzielt hat, für zehn Jahre an dieses Kunstinstitut verpflichtet.
Stahl, der ab 1893 alljährlich von Direktor Bock eingeladen wurde, sich an den Gastspielen am kaiserlichen Alexandra-Theater in Petersburg zu beteiligen, begleitete auch Agnes Sorma auf ihrem berühmten Gastspiel nach Paris, wo er als „Doktor Rank“ in Nora auch den Franzosen die beste Meinung von seiner Künstlerschaft beibrachte.

## Schüler
- Albert Reiß